# In and Out (film)
Pour les articles homonymes, voir In and out.
Pour plus de détails, voir Fiche technique et Distribution.
In and Out (également écrit In & Out) est un film américain réalisé par Frank Oz, sorti en 1997.

## Synopsis
Howard Brackett, professeur de littérature dans l'Indiana, s'apprête à se marier avec Emily Montgomery, lorsqu'un de leurs anciens étudiants, Cameron Drake reçoit l'Oscar du meilleur acteur, et affirme lors de son discours que Brackett est gay. Tous les regards se portent alors sur ce dernier, ceux de sa famille, ses amis, ses étudiants, mais aussi celui de Peter Malloy, un journaliste venu enquêter.

## Fiche technique
- Titre : In & Out
- Titre québécois : Le pot aux roses
- Réalisation : Frank Oz
- Scénario : Paul Rudnick
- Musique : Marc Shaiman
- Photographie : Rob Hahn
- Montage : Daniel P. Hanley, John Jympson
- Production : Scott Rudin
- Sociétés de production : Paramount Pictures & Spelling Films
- Société de distribution : Paramount Pictures
- Pays :  États-Unis
- Langue : Anglais
- Format : Couleur - Dolby Digital - 35 mm - 1.85:1
- Genre : Comédie, Romance
- Durée : 92 minutes
- Dates de sortie :
  -  Canada : 10 septembre 1997 (Toronto Film Festival)
  -  États-Unis : 19 septembre 1997
  -  France : 18 février 1998

## Distribution
- Kevin Kline (VF : Pierre-François Pistorio ; VQ : Jean-Luc Montminy) : Howard Brackett
- Tom Selleck (VF : Claude Giraud ; VQ : Yves Corbeil) : Peter Malloy
- Joan Cusack (VF : Laurence Crouzet ; VQ : Élise Bertrand) : Emily
- Wilford Brimley (VF : Raoul Delfosse) : Frank Brackett
- Debbie Reynolds (VF : Marion Game) : Bernice Brackett
- Bob Newhart (VF : Jacques Ciron ; VQ : Hubert Fielden) : le proviseur
- Matt Dillon (VF : Emmanuel Karsen ; VQ : Gilbert Lachance) : Cameron Drake
- Gregory Jbara (VF : Patrick Laplace) : Walter Brackett
- Shalom Harlow : Sonya
- Shawn Hatosy (VF : Tony Marot ; VQ : Hugolin Chevrette) : Jack
- Zak Orth (VQ : François Sasseville) : Mike
- Alexandra Holden (VF : Noémie Orphelin ; VQ : Céline Furi) : Meredith
- Lauren Ambrose (VQ : Émilie Durand) : Vicky
- Joseph Maher (VF : Yves Barsacq) : Le père Tim
- Lewis J. Stadlen (en) (VF : Jean-Luc Kayser) : Ed Kenrow
- Ernie Sabella (VF : Jacques Bouanich) : Aldo Hooper
- Dan Hedaya : Le procureur militaire
- William Duell (VF : René Bériard) : Emmett Wilson
- Selma Blair : Cousine Linda
- June Squibb : Cousine Gretchen
- Whoopi Goldberg (VF : Maïk Darah ; VQ : Anne Caron) : Elle-même (non créditée)
- Glenn Close (VF : Évelyn Séléna ; VQ : Anne Caron) : Elle-même (non créditée)
- John Cunningham (VF : Patrick Préjean) : Voix de l'instructeur sur la cassette

## Distinctions
- Nomination à l'Oscar du meilleur second rôle féminin pour Joan Cusack.

## Commentaires
Le film est inspiré du discours de remerciement de Tom Hanks à la cérémonie des Oscars 1994. Recevant l'Oscar du meilleur acteur pour son rôle dans Philadelphia, il avoua s'être inspiré de son professeur de théâtre au lycée, Rawley Farnsworth, et de son ancien camarade de classe John Gilkerson, tous deux homosexuels : « Deux des meilleurs Américains gays, deux hommes merveilleux que j'ai eu la chance de côtoyer ».
Au moment de la sortie du film, le baiser entre Kevin Kline et Tom Selleck avait été très remarqué, d'autant que des rumeurs concernant l'homosexualité de Selleck avaient circulé au début des années 1990, contraignant l'acteur à s'expliquer dans le magazine The Advocate.